# Rácz Győző (filozófus)
Rácz Győző (Dés, 1935. január 4. – Kolozsvár, 1989. október 27. ) erdélyi magyar filozófus, esszéíró, irodalomkritikus, szerkesztő.

## Életútja
Szamosújváron érettségizett 1952-ben, a Bolyai Tudományegyetemen szerzett történelem-filozófia szakos oklevelet 1956-ban. Előbb gyakornok, majd tanársegéd és adjunktus a történelem tanszéken, 1967-től előadótanár, 1982-től haláláig a filozófia professzora. Közben 1971–83 között a Korunk főszerkesztőhelyettese, 1984 októberétől, Gáll Ernőt felváltva, főszerkesztője. Magatartását ebben a funkciójában, a Ceaușescu-rendszer ideológiai agresszivitásának fokozódása idején, maradéktalan párthűség jellemezte.

## Munkássága
Publikálni IV. éves egyetemi hallgató korában kezdett. Első írását az Igazság című lap közölte (Testvéri összefogás a tudományos munkában, 1955. november 17.) a tudományos diákkörök román-magyar együttműködéséről, de igazán magvas irodalomelméleti, esztétikai, művészetfilozófiai és alkotás-lélektani esszéi a hatvanas évektől jelentek meg az Utunk, a Korunk, az Igaz Szó és A Hét hasábjain. Közben 1976-ban doktori címet szerzett A Korunk művészetfilozófiai problémái (1935–1940) című disszertációjával, amelynek rövidített szövege magyarul is megjelent (Az avantgarde művészetfilozófiai problémái a népfronti Korunkban A Hét 1976/3, 4, 5; Korunk Évkönyv 1976).
Válogatott tanulmányait tartalmazó első kötete (Értelem és szépség, 1977) heves vitákat váltott ki, pályatársak (Bretter György, Angi István) és irodalomkritikusok (Jordáky Lajos, Láng Gusztáv, Marosi Péter, Szigeti József stb.) elemezték. A vita újra fellángolt második gyűjteményes kötetének (A lírától a metafizikáig, 1976) megjelenése után is, különösen Beke Györgynek a Brassói Lapokban (1976. október 2.) őt költővé, József Attila „új tanítványává” előléptető cikke nyomán. Az így mellékvágányra terelődött vitát végül Marosi Péter összegezte (Utunk 1976/49), levonva a mértéktartó következtetéseket.
Válogatásában és előszavával jelent meg Bartalis János verseinek kötete a Tanulók Könyvtárában (Vers, fájó szépség, Kolozsvár 1977); ugyancsak ő írt előszót Salamon László Ember, hol vagy? című 1943-as – akkor bezúzott – kötetének újrakiadásához is (1981).
1972-ben a Kolozsvári Írók Társaságának, 1976-ban a Romániai Írók Szövetségének díját nyerte el.